# Mironići
Mironići (cyr. Миронићи) – wieś w Czarnogórze, w gminie Pljevlja. W 2011 roku liczyła 17 mieszkańców.